# Stučis' v ljubuju dver'
Stučis' v ljubuju dver' (Стучись в любую дверь) è un film del 1958 diretto da Marija Nikolaevna Fёdorova.